# 690-е годы
690-е (шестьсо́т девяно́стые) го́ды по юлианскому календарю — промежуток времени с 1 января 690 года по 31 декабря 699 года, включающий 690 год 9-го десятилетия   и с 691 по 699 годы    10-го десятилетия VII века 1-го тысячелетия.  Они закончились 1326 лет назад.

## Важнейшие события
- Конец VII века — распад Аксума[1].
- Конец VII века — начало VIII века — Пипин Геристальский заставил алеманнов вновь признать господство франков и поддерживал франкских миссионеров в Алемании и Баварии.
- Конец VII века — начало VIII века — независимыми от Византии стали Лазика и Армения.